# Arnie Treffers
Arnoldus (Arnie) Treffers (Assen, 15 februari 1947 – Westeremden, 25 augustus 1995) was een Nederlandse zanger. Hij genoot vooral bekendheid als voorman van de Arnhemse band Long Tall Ernie and the Shakers.
Treffers speelde in de bands CS'65, Limited'65, Soul, het Spijkerkwartet (onder pseudoniem Lammert Tjietsinga), Palace, Arnhem en Moan. Uit de laatste band ontstond rond 1972 Long Tall Ernie & The Shakers. Deze groep scoorde in 1977 een internationale hit met Do You Remember. Onder de naam Arnie bracht Treffers ook solowerk uit.
In de jaren tachtig emigreerde Treffers naar Aalborg in Denemarken, waar hij samen met zijn partner en latere echtgenote een restaurant startte. Na de verkoop van het restaurant in 1990 stortte Treffers zich opnieuw op de muziek. Hij schreef en produceerde voor anderen en maakte muziek bij commercials. Rond 1994 werd hij gediagnosticeerd met longkanker. De laatste maanden van zijn leven verbleef hij met zijn vrouw in het huis van zijn broer in Westeremden in de provincie Groningen, waar hij in augustus 1995 op 48-jarige leeftijd overleed.

## Discografie

### Singles
- 1974 - Tucson
- 1974 - Daddy
- 1984 - Don't Tell Me (You Love Me)
- 1984 - The Dreamer
- 1990 - Rock & Roll Will Never Die
- 1991 - Lolita

### Albums
- 1974 - Arnie
- 1984 - The Dreamer
- 1994 - Call Me Oldfashioned